# Mustafa Čelebi
Mustafa Čelebi (turško Düzmece Mustafa ali Mustafa Çelebi) je bil osmanski princ (turško şehzade), ki je kot sultan Rumelije vladal od januarja 1419 do 1420 in od januarja 1421 do maja  1422, * 1380, † maj 1422.
Čelebi je časten naziv, ki pomeni uglajen gospod.

## Ozadje
Mustafa je bil sin osmanskega sultana Bajazida I. in Devletšah Hatun, hčerke germijanskega šaha Sulejmana in Mutahhare Abide Hatun. Po Bajazidovem porazu s Timur Lenkom v bitki pri Ankari leta 1402 sta bila Bajazid in Mustafa ujeta. Preživeli štirje Mustafovi bratje so se začeli med seboj vojskovati za oblast v Osmanskem cesarstvu. Bajazid je v ujetništvu leta 1403 umrl, Mustafo pa so po Timur Lenkovi smrti leta 1405 osvobodili. Vrnil se je v Anatolijo in se skrival na ozemlju turških bejlukov.

## Prvi upor
Po osmanskem medvladju, v katerem je zmagal brat Mehmed I., je Mustafa s pomočjo bizantinskega cesarja Manuela II. Paleologa zavladal v Rumeliji, evropskem delu Osmanskega cesarstva). Podpirala sta ga tudi vlaški knez Mircea I. Džunejt Beg, vladar turškega Ajdinidskega bejluka. Mustafa je prosil Mehmeda I., da bi si delile oblast v Osmanskem cesarstvu. Mehmed je njegovo prošnjo zavrnil in ga leta 1416 zlahka premagal. Mustafa je pobegnil v Solun. Bizantinski cesar Manuel ga je kasneje po dogovoru z Mehmedom izgnal na otok Lemnos.

## Drugi upor
Po smrti Mehmeda I. leta 1421 je Mustafa menil, da bo zlahka premagal njegovega naslednika in svojega nečaka Murata II. S pomočjo Bizantincev je zasedel trdnjavo Gelibolu, ki je obvladovala promet skozi Dardanele, in zatem še osmansko evropsko prestolnico Edirne in zavladal v Rumeliji. Dokazal je, da je pravi Bajazidov sin in dobil podporo guvernerjev osmanskih rumelskih provinc. Vojska, ki jo je Murat poslal v Evropo, da bi ga porazila, se je pridružila Mustafi. Slednji je začel precenjevati svojo moč in z vojsko odplul v Anatolijo, da bi osvojil še azijski del cesarstva.
Muratov pristaš Mihaloğlu je v Anatoliji začel nagovarjati Mustafove zaveznike, naj ga izdajo in prestopijo na Muratovo stran. Nekaj zaveznikov ga je resnično izdalo in Mustafa je izgubil upanje, da bo osvojil Anatolijo. Pobegnil je v Rumelijo, Muratova vojska pa ga je zasledovala. Murat je za prehod čez Dardanele zaprosil genovske ladjarje in jim plačal pretirano veliko vsoto denarja. Muratova vojska je Mustafo ujela in aretirala.

## Usmrtitev
Mustafa je bil obsojen na smrt in leta 1422 obešen. Dinastične usmrtitve v Osmanskem cesarstvu niso bile neobičajne, vendar se običajno niso izvrševale z obešanjem. Domneva se, da je želel Murat s tem sporočiti javnosti, da Mustafa ni njegov pravi stric, čeprav je bil,  ampak goljuf. Takratni osmanski zgodovinarji so ga zato imenovali Düzmece (Slepar) Mustafa.